# Arbre de les botifarres
L' arbre de les botifarres o arbre de les salsitxes (Kigelia africana) és una planta amb flor de la família de les bignoniàcies. L'arbre de les salsitxes és l'única espècie del gènere Kigelia. Alguns dels sinònims s'han considerat ocasionalment com espècies separades, però actualment ja no. És un arbre originari de l'Àfrica tropical i subtropical. Actualment es troba als parcs i jardins de moltes altres zones arreu del planeta. Al Jardí Botànic Marimurtra n'hi ha un de plantat que va florir per primera vegada la primavera de 2014 i va donar fruits el 2015. És la primera vegada que es registra que un arbre d’aquesta espècie dona fruit a Europa.
L'arbre de les salsitxes arriba a fer 20 m d'alçada. Les flors tenen una forma similar a les del tuliper africà (Spathodea). Les flors i els fruits pengen de les branques en grans quantitats, cosa que dona a aquest arbre un aspecte força original en l'època de floració i de donar fruit. El nom amb què es coneix popularment prové de l'Afrikaans Worsboom, en referència al fet que el seu fruit té forma de botifarra.
El fruit és fibrós i conté una polpa apreciada per certs mamífers, com els elefants, els facoquers i les girafes. Aquests s'encarreguen de dispersar les nombroses llavors que conté. Ocells com el lloro de cap marró (Poicephalus cryptoxanthus) també aprecien aquest fruit.

## Usos
El fruit verd és verinós i fortament purgant, però el fruit madur és utilitzat en la medicina tradicional africana. Amb ell es preparen medicaments per al tractament de diverses afliccions o malalties segons la zona i el lloc, com mossegades de serp, reumatisme, sífilis i també les persones posseïdes del dimoni. També es pot preparar un tipus de cervesa.
A Botswana, a la zona del delta de l'Okavango, la fusta de l'arbre de les salsitxes es fa servir per fabricar barques, rems i jous.